# Aur Standing
Aur Standing is een bestuurslaag in het regentschap Ogan Ilir van de provincie Zuid-Sumatra, Indonesië. Aur Standing telt 1844 inwoners (volkstelling 2010).